# 稲福善男
稲福 善男（いなふく よしお 1944年 - ）は日本の経済学者。名古屋外国語大学名誉教授、元国際ビジネス学科長。

## 略歴
徳島県出身。大阪経済大学大学院経済学研究科経済学専攻博士課程満期退学。京都短期大学教授、尾道短期大学教授等を経て、1994年名古屋外国語大学教授に就任。造幣局・大阪商工会議所・大阪府人材セミナー・大阪府工業協会等の嘱託講師や摂津市都市計画審議会委員も務める。

## 著書
- ステップ学習 経営学の基本問題（共著、同文館出版、1996年)
- 経営学総論国際化時代の理論と現状分析（共著、学文社、1997年）
- 経営学総論国際化時代の理論と現状分析 第２版（共著、学文社、2008年）